# Vladyslav Chomutov
Vladyslav Denysovyč Chomutov (in ucraino Владислав Денисович Хомутов?; Donec'k, 4 giugno 1998) è un calciatore ucraino, centrocampista del Dukagjini.

## Carriera
Ha giocato nella massima serie dei campionati ucraino, slovacco ed estone.